# Jastrzębnik (skała)
Jastrzębnik – skała na wzgórzu Łysak na Wyżynie Częstochowskiej. Znajduje się w środkowej części jego skał, w obrębie wsi Kroczyce w województwie śląskim, w powiecie zawierciańskim, w gminie Kroczyce.
Jest to najwyższa skała na Łysaku i na całej północnej Jurze. Zaliczana jest do grupy Skał Kroczyckich. Zbudowana z twardych wapieni skalistych skała znajduje się w lesie i ma wysokość 43 m. Od zachodniej strony przylega do niej niższa turnia Palec. Na obydwu uprawiana jest wspinaczka skalna. Na Jastrzębnik brak łatwego wyjścia; najłatwiejsza droga wspinaczkowa (Wejściowa) to V w skali krakowskiej. Do sierpnia 2019 roku na Jastrzębniku wspinacze przeszli 48 dróg wspinaczkowych, najtrudniejsze z nich to ekstremy VI.7. Większość to drogi dwuwyciągowe. Niemal wszystkie mają zamontowane stałe punkty asekuracyjne: ringi (r) i stanowiska zjazdowe (st) lub ringi zjazdowe (rz). Są też trzy projekty. Dominują drogi trudne i ekstremy. Skała wśród wspinaczy cieszy się średnią popularnością.

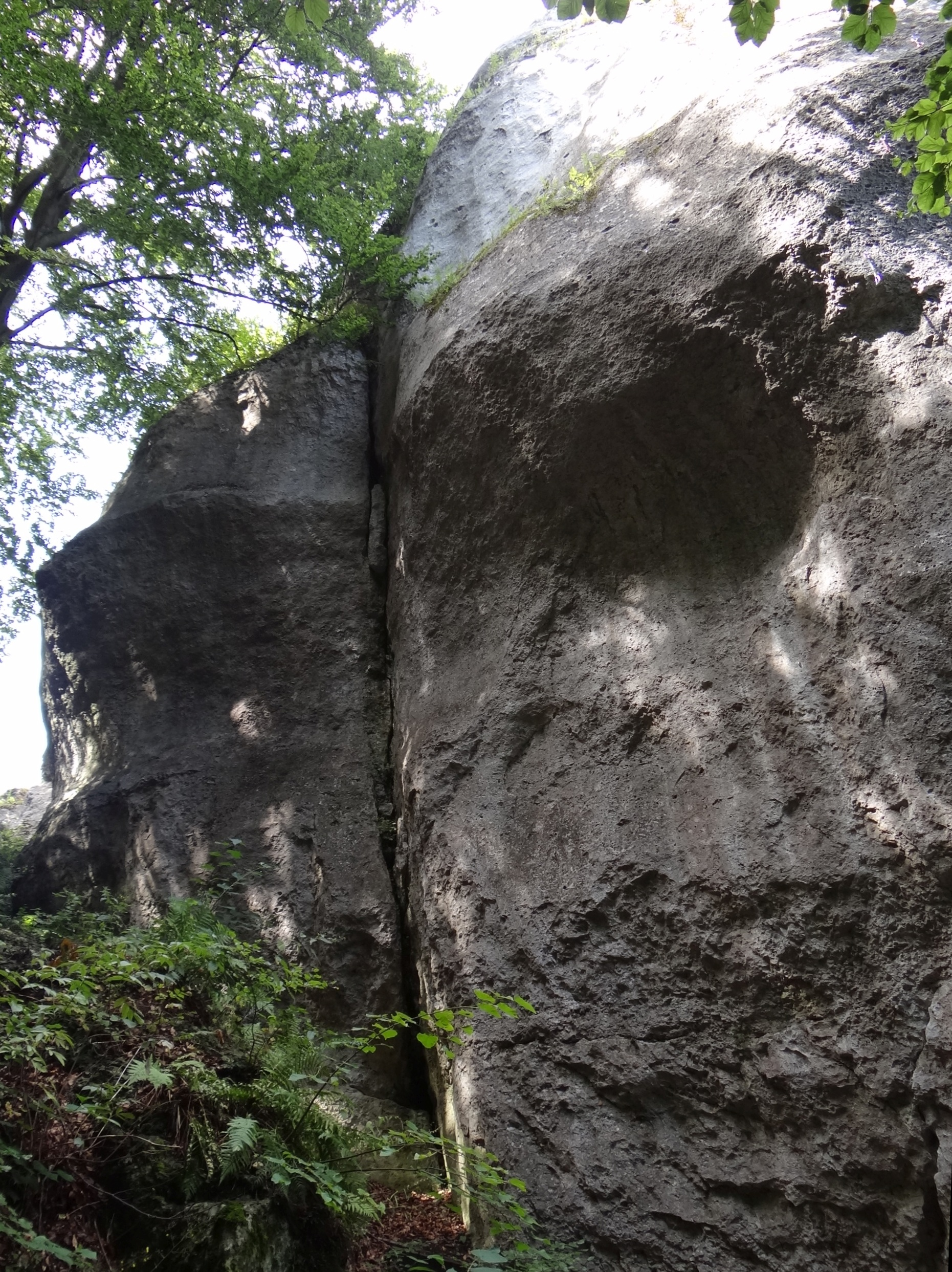
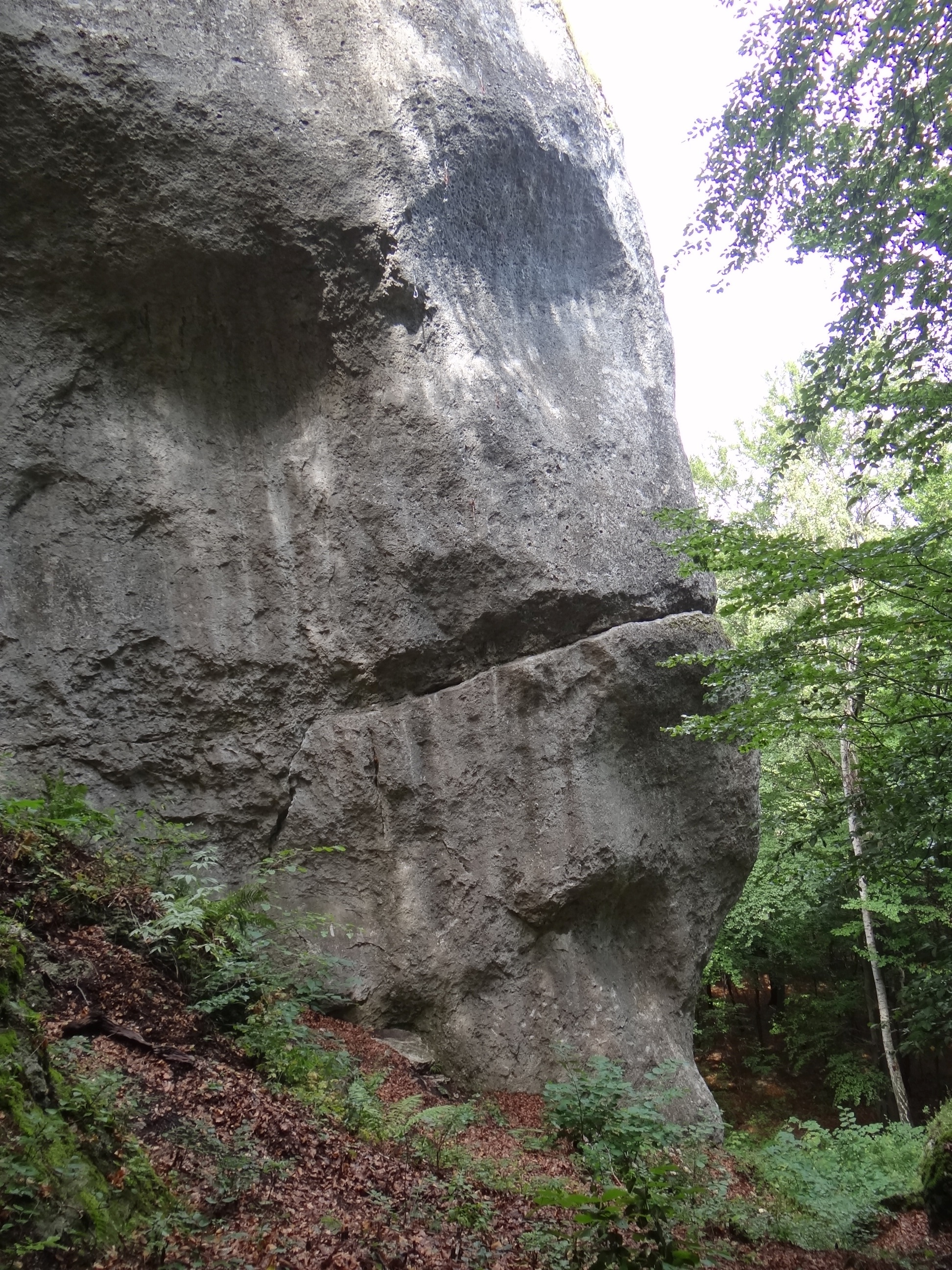
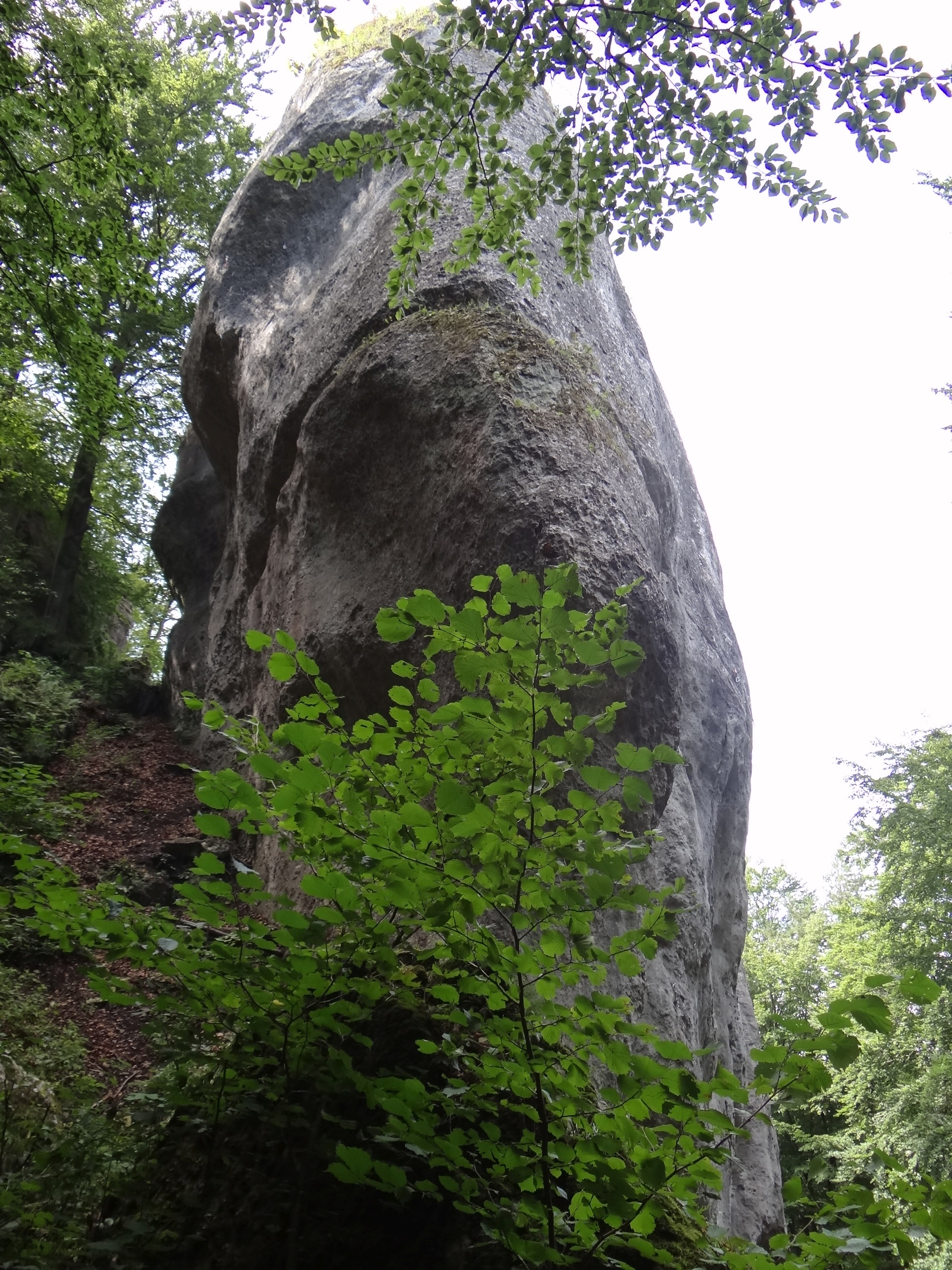
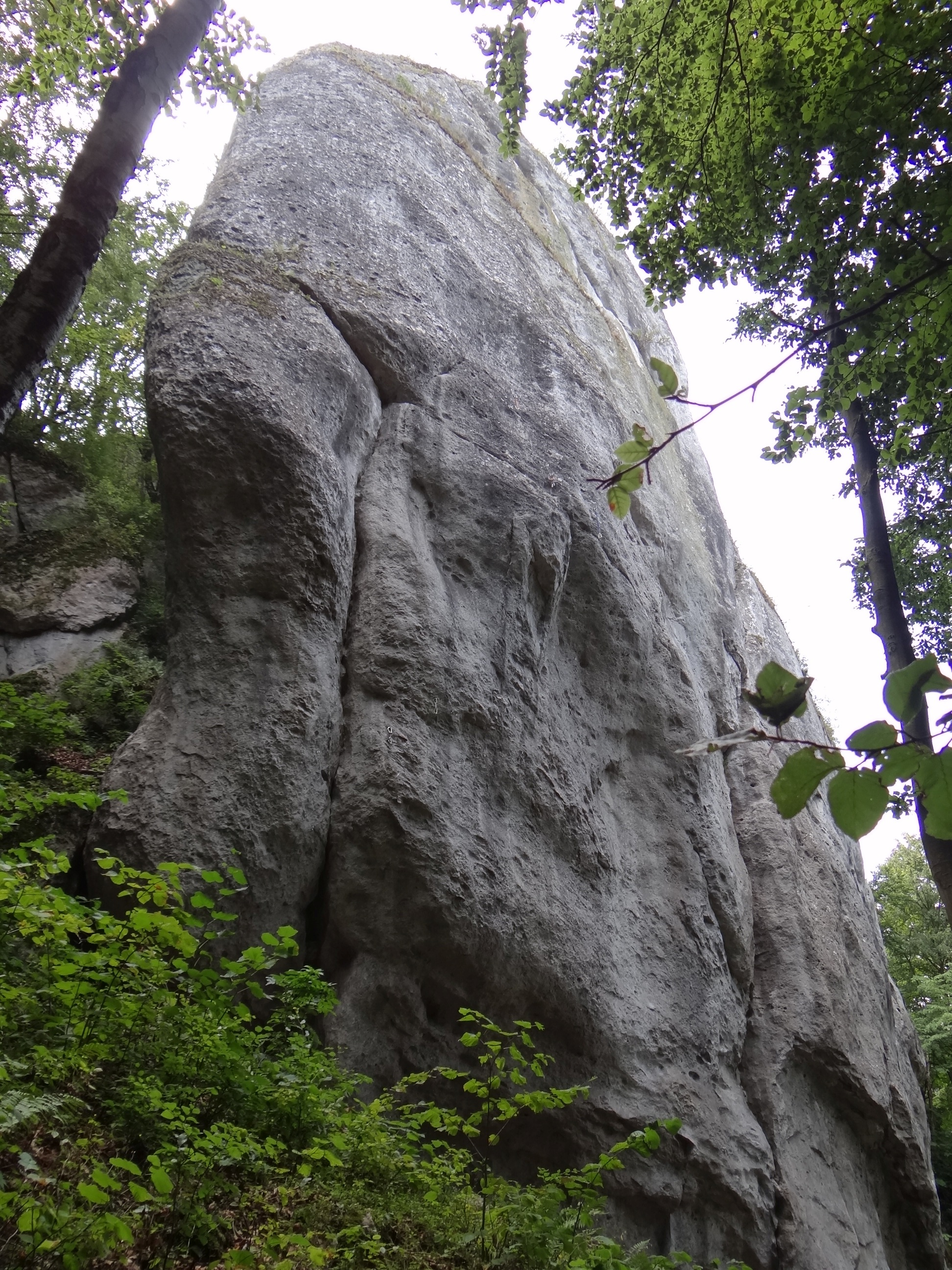
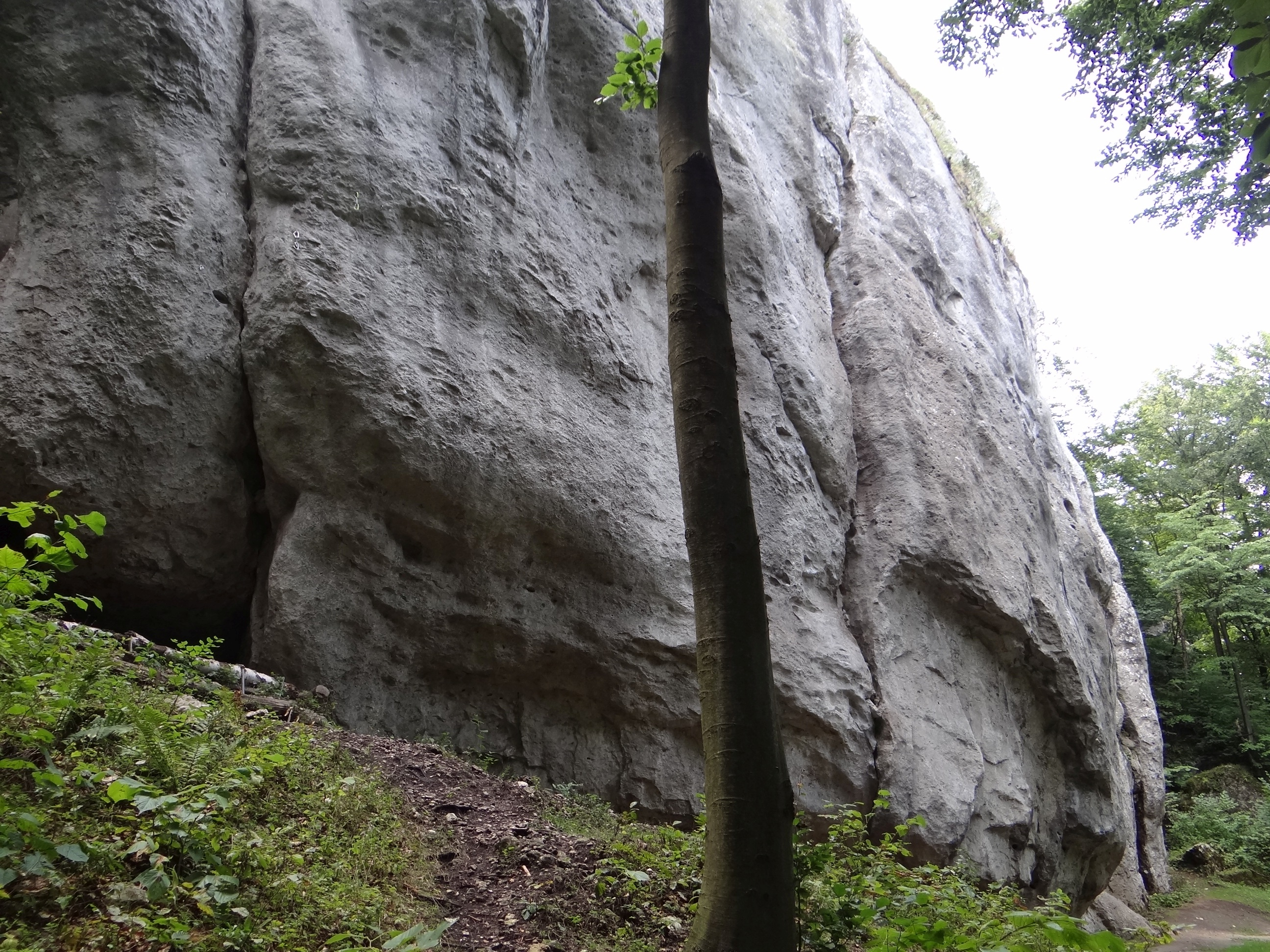
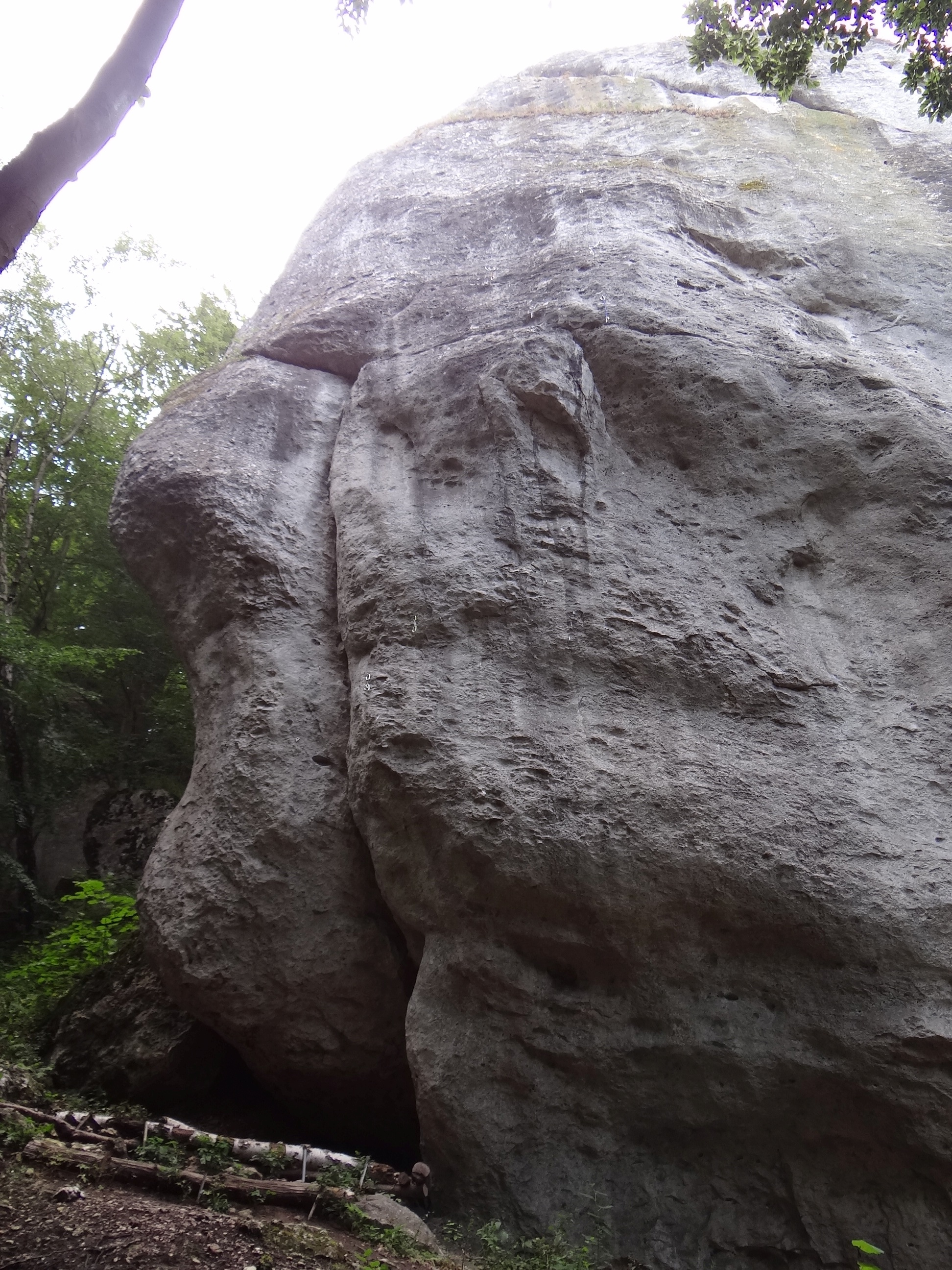
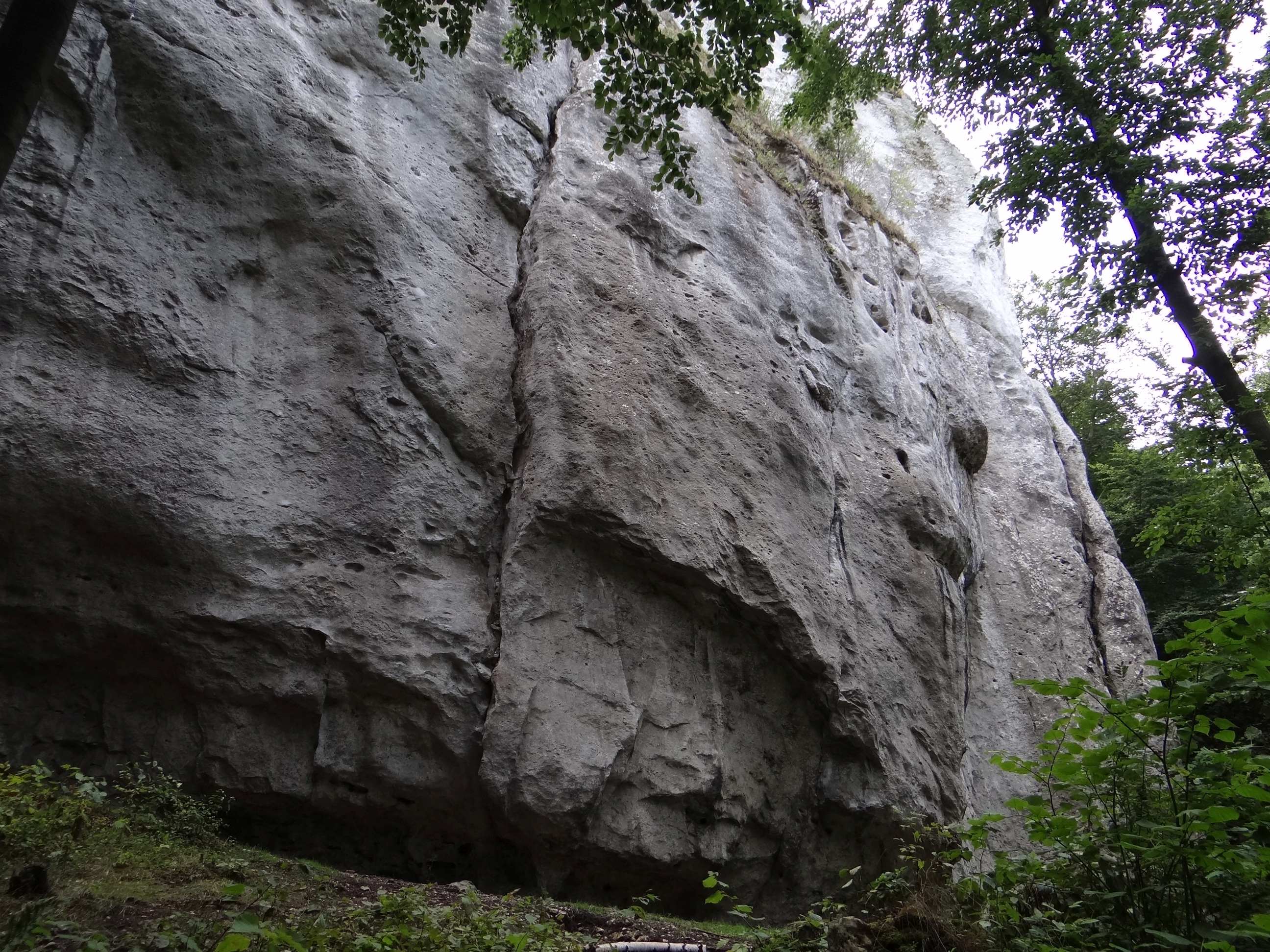
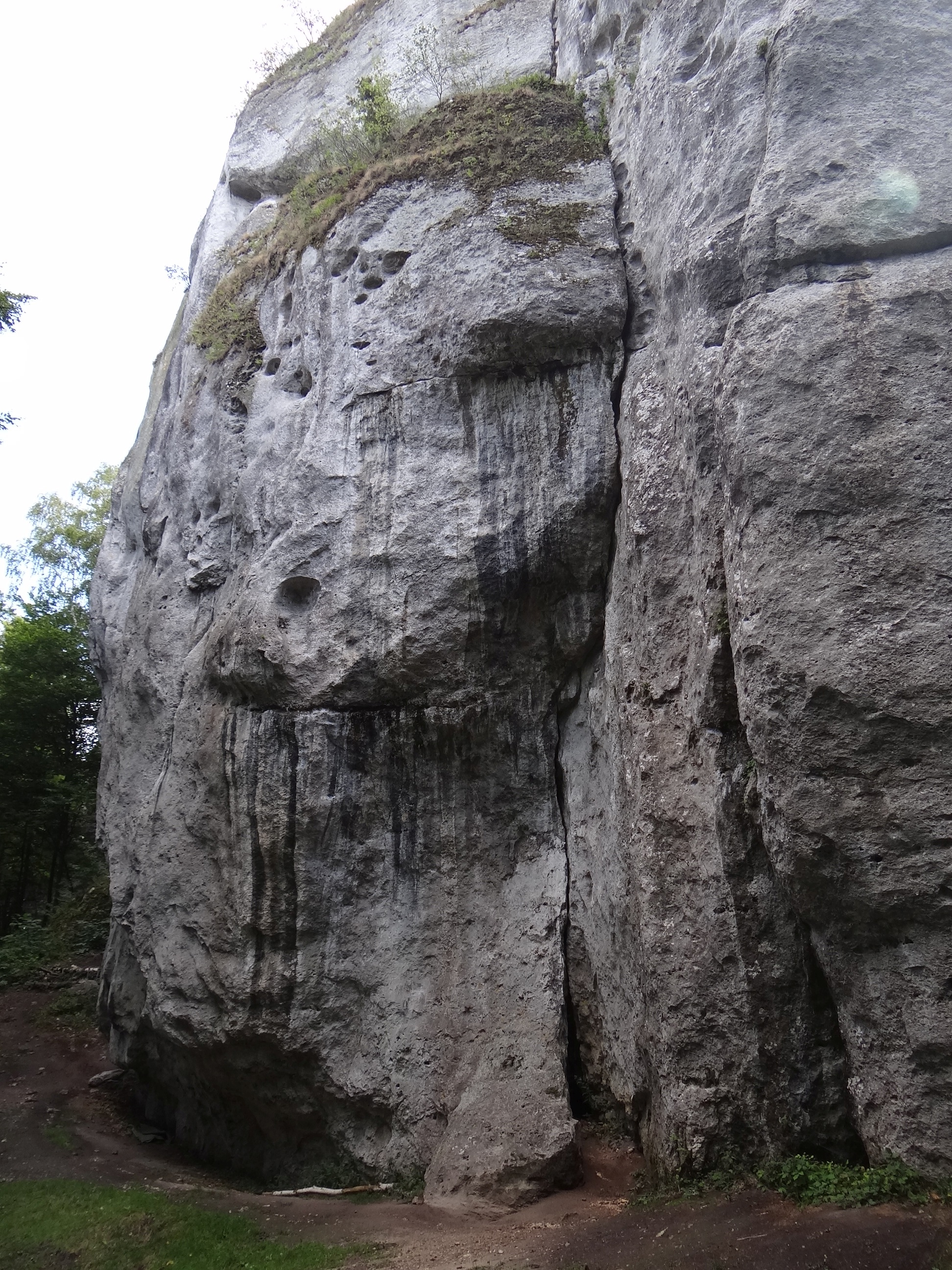
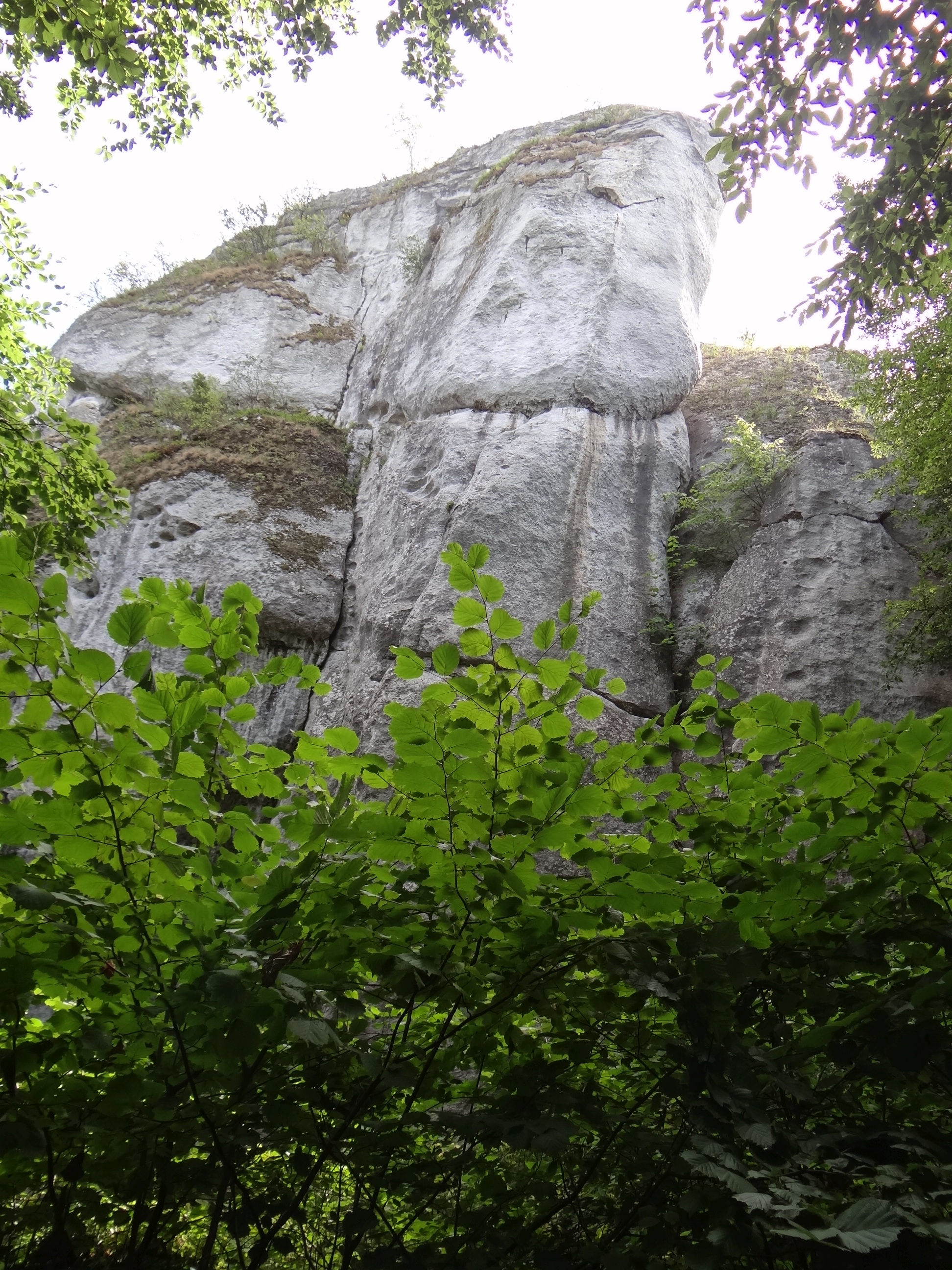

W niektórych ujęciach do grupy Jastrzębnika zaliczane są także Szerokie Okapy, w innych są traktowane jako odrębne skały.

## Drogi wspinaczkowe
1. Przebudzenie mocy; VI.7, 28 m (11r + 2st)
2. Linia specjalna; VI.5/5+, 28 m (9r + st)
3. Mroczne widmo; VI.5, 20 m (9r + st)
4. Prostowanie ataku glonów; VI.5+, 20 m (6r + st)
5. Lukrecja Borgia; VI.5+/6, 20 m (9r + st)
6. Atak Lukrecji; VI.5+/6, 20 m (6r + st)
7. Projekt 28 m
8. Mata Hari; VI.6/6+, 28 m (12r + st)
9. Lukrecja Borgia II; VI.6+, 28 m (12r + 2st)
10. Climbing Tribe; VI.6+, 28 m (12r + st)
11. Atak glonów – epizod I; m (9r + st)
12. Atak glonów – epizod II; VI.5+/6, 26 m (8r + 2st)
13. Wyciśnięta czacha Eda; VI.5, 25 m (8r + st)
14. Filar zapomnienia; VI.6, 25 m (8r + st)
15. Fourteen Inches od Pain; VI.6, 20 m (6r + st)
16. Aleja zasłużonych; VI.5+/6, 22 m (6r + st)
17. Diabolina; VI.6, 26 m (11r + st)
18. Fatamorgana; VI.5, 22 m (6r + st)
19. Streamline; VI.6+, 22 m (5r + st)
20. Droga donikąd; VI.5+/6, 22 m (5r + st)
21. Omlecik; VI.4+, 22 m (8r + st)
22. Jaja samuraja; VI.3+, 22 m (5r + st)
23. Życie na gorąco; VI+, 45 m (st)
24. Falstart; VI.3, 33 m (5r + st)
25. Rzuty osobiste; VI.4+, 22 m (6r + st)
26. Rzuty z falstartem; VI.3+, 23 m (6r + st)
27. Prawa rysa; VI.1+, 22 m
28. Drwal Anonim; VI.4+, 23 m (6r + st)
29. Projekt; 23 m (6r + st)
30. Miłe złego początki; VI.4, 18 m (3r + st)
31. Projekt; 40 m (6r + st + rz)
32. Paranoja jest goła; VI+, 25 m
33. Młynarczykowa wycieczka; VI.5, 22 m (5r + st)
34. Komin wężologów; V, 15 m
35. Prostowanie misiów; VI.2+, 15 m (5r + st)
36. Misiowie puszyści; VI.1+, 15 m (4r + st)
37. Kubuś Puchatek; VI.3, 14 m (4r + st)
38. Pokrzywka; VI.+/1, 14 m (1r)
39. Palcat; VI.+, 12 m
40. Plecy jastrzębnika; VI.2+ 12 m (3r + st)
41. Droga normalna; V, 14 m (5r + st)
42. Wejściowa; V, 14 m (1r + st)
43. Rysa Płonki; VI.1+ 15 m (st)
44. Dyskopatia; VI.6, 25 m (8r + st)
45. Robot Obibok; VI.6, 24 m (8r + st)
46. Rampa; VI.4, 26 m (7r + st)
47. Dzieci kwiaty; VI.6, 26 m (8r + st)
48. Era wodnika; VII.7, 26 m (9r + st)
49. Dziadku, drogi dziadku; VI.5, 26 m (10r + st)
50. Sztuka latania; VI.6, 25 m (8r + st)[3].